# Federico Lante della Rovere
Federico Lante della Rovere, född 18 april 1695 i Rom, död 3 mars 1773 i Rom, var en italiensk kardinal och ärkebiskop.

## Biografi
Federico Lante della Rovere var son till Antonio Lante och Louise Angelique Charlotte de La Tremouille. Lante studerade vid Seminario Romano och senare vid La Sapienza, där han blev juris utriusque doktor år 1719. Han prästvigdes år 1728.
Lante utnämndes 1732 till titulärärkebiskop av Petra och biskopsvigdes samma år. År 1743 utsåg påve Benedikt XIV Lante till kardinalpräst med San Pancrazio som titelkyrka. Han var camerlengo mellan den 29 januari 1753 och den 14 januari 1754. Lante avslutade sitt kardinalskap som kardinalbiskop av Porto-Santa Rufina.
Kardinal Lante har fått sitt sista vilorum i San Nicola da Tolentino i Rom.